# Loubaut
Loubaut est une commune française, située dans le nord-ouest du département de l'Ariège en région Occitanie. Sur le plan historique et culturel, la commune fait partie du Pédaguès, ancienne appellation remplacée au XXIe siècle par la dénomination géographique de Terrefort ariégeois, constitué des terreforts de Pamiers et de Saverdun, sur la rive gauche de l'Ariège.
Exposée à un climat océanique altéré, elle est drainée par le ruisseau de Latour et par un autre cours d'eau.
Loubaut est une commune rurale qui compte 28 habitants en 2022, après avoir connu un pic de population de 119 habitants en 1836. Ses habitants sont appelés les Loubautois ou Loubautoises.

## Géographie

### Localisation
1. Carte dynamique
2. Carte Openstreetmap
3. Carte topographique
4. Carte avec les communes environnantes

La commune de Loubaut se trouve dans le département de l'Ariège, en région Occitanie.
Elle se situe à 36 km à vol d'oiseau de Foix, préfecture du département, à 25 km de Saint-Girons, sous-préfecture, et à 11 km de Lézat-sur-Lèze, bureau centralisateur du canton d'Arize-Lèze dont dépend la commune depuis 2015 pour les élections départementales.
La commune fait en outre partie du bassin de vie de Montesquieu-Volvestre.
Les communes les plus proches sont : 
Latour (1,4 km), Méras (2,2 km), La Bastide-de-Besplas (2,6 km), Lapeyrère (3,1 km), Castex (3,4 km), Thouars-sur-Arize (3,6 km), Fornex (3,9 km), Bax (4,2 km).
Sur le plan historique et culturel, Loubaut fait partie du Pédaguès, ou Podaguès, ancienne appellation remplacée au XXIe siècle par la dénomination géographique de Terrefort ariégeois, constitué des terreforts de Pamiers et de Saverdun, sur la rive gauche de l'Ariège.
Loubaut est limitrophe de quatre autres communes dont deux dans le département de la Haute-Garonne.
|                                       | Latour (Haute-Garonne) |       |
| Montesquieu-Volvestre (Haute-Garonne) | Loubaut                | Méras |
|                                       | La Bastide-de-Besplas  |       |

Commune située dans le massif du Plantaurel. C'est une commune limitrophe avec le département de la Haute-Garonne.

### Géologie et relief
La commune est située dans le Bassin aquitain, le deuxième plus grand bassin sédimentaire de la France après le Bassin parisien. Les terrains affleurants sur le territoire communal sont constitués de roches sédimentaires datant du Cénozoïque, l'ère géologique la plus récente sur l'échelle des temps géologiques, débutant il y a 66 millions d'années. La structure détaillée des couches affleurantes est décrite dans la feuille « n°1056 - Le Mas d'Azil » de la carte géologique harmonisée au 1/50 000ème du département de l'Ariège, et sa notice associée.
La superficie cadastrale de la commune publiée par l’Insee, qui sert de références dans toutes les statistiques, est de 2,39 km2,. La superficie géographique, issue de la BD Topo, composante du Référentiel à grande échelle produit par l'IGN, est quant à elle de 2,34 km2.  L'altitude du territoire varie entre 257 m et 392 m.

### Hydrographie

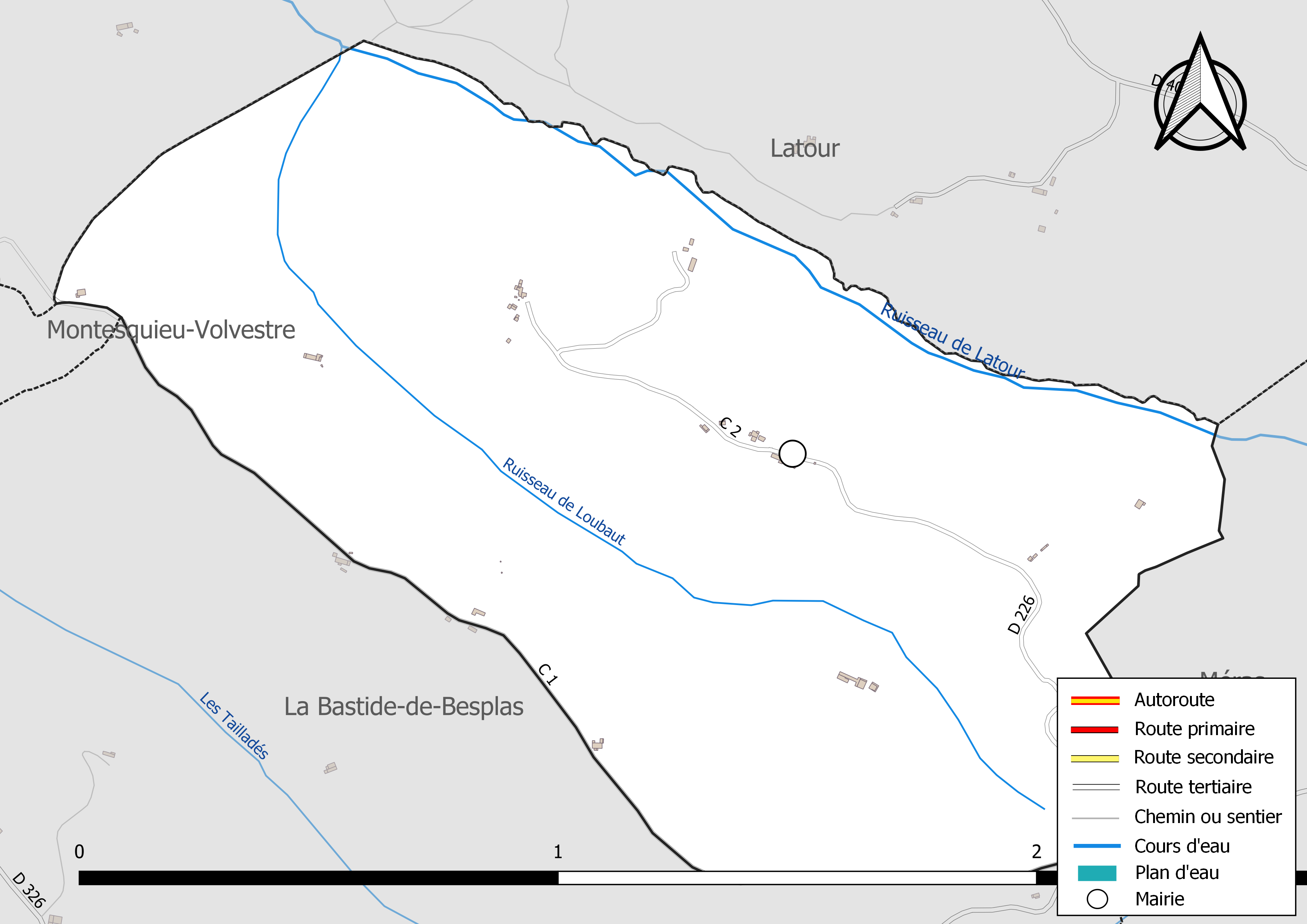
Réseaux hydrographique et routier de Loubaut.

La commune est dans le bassin versant de la Garonne, au sein du bassin hydrographique Adour-Garonne. Elle est drainée par le ruisseau de Latour, le ruisseau de Loubaut, constituant un réseau hydrographique de 5 km de longueur totale,.

### Climat
Pour des articles plus généraux, voir Climat de l'Occitanie et Climat de l'Ariège.
En 2010, le climat de la commune est de type climat océanique altéré, selon une étude s'appuyant sur une série de données couvrant la période 1971-2000. En 2020, Météo-France publie une typologie des climats de la France métropolitaine dans laquelle la commune est exposée à un climat de montagne et est dans la région climatique Pyrénées centrales, caractérisée par une pluviométrie annuelle de 1 000 à 1 200 mm.
Pour la période 1971-2000, la température annuelle moyenne est de 12,7 °C, avec une amplitude thermique annuelle de 15,3 °C. Le cumul annuel moyen de précipitations est de 911 mm, avec 9,6 jours de précipitations en janvier et 6,4 jours en juillet. Pour la période 1991-2020, la température moyenne annuelle observée sur la station météorologique la plus proche, située sur la commune de Saint-Ybars à 10 km à vol d'oiseau, est de 13,6 °C et le cumul annuel moyen de précipitations est de 796,5 mm,. Pour l'avenir, les paramètres climatiques de la commune estimés pour 2050 selon différents scénarios d'émission de gaz à effet de serre sont consultables sur un site dédié publié par Météo-France en novembre 2022.

### Milieux naturels et biodiversité
Aucun espace naturel présentant un intérêt patrimonial n'est recensé sur la commune dans l'inventaire national du patrimoine naturel,,.

## Urbanisme

### Typologie
Au 1er janvier 2024, Loubaut est catégorisée commune rurale à habitat très dispersé, selon la nouvelle grille communale de densité à 7 niveaux définie par l'Insee en 2022.
Elle est située hors unité urbaine et hors attraction des villes,.

### Occupation des sols
L'occupation des sols de la commune, telle qu'elle ressort de la base de données européenne d’occupation biophysique des sols Corine Land Cover (CLC), est marquée par l'importance des territoires agricoles (91 % en 2018), une proportion identique à celle de 1990 (91 %). La répartition détaillée en 2018 est la suivante : 
prairies (91 %), forêts (9 %). L'évolution de l’occupation des sols de la commune et de ses infrastructures peut être observée sur les différentes représentations cartographiques du territoire : la carte de Cassini (XVIIIe siècle), la carte d'état-major (1820-1866) et les cartes ou photos aériennes de l'IGN pour la période actuelle (1950 à aujourd'hui).

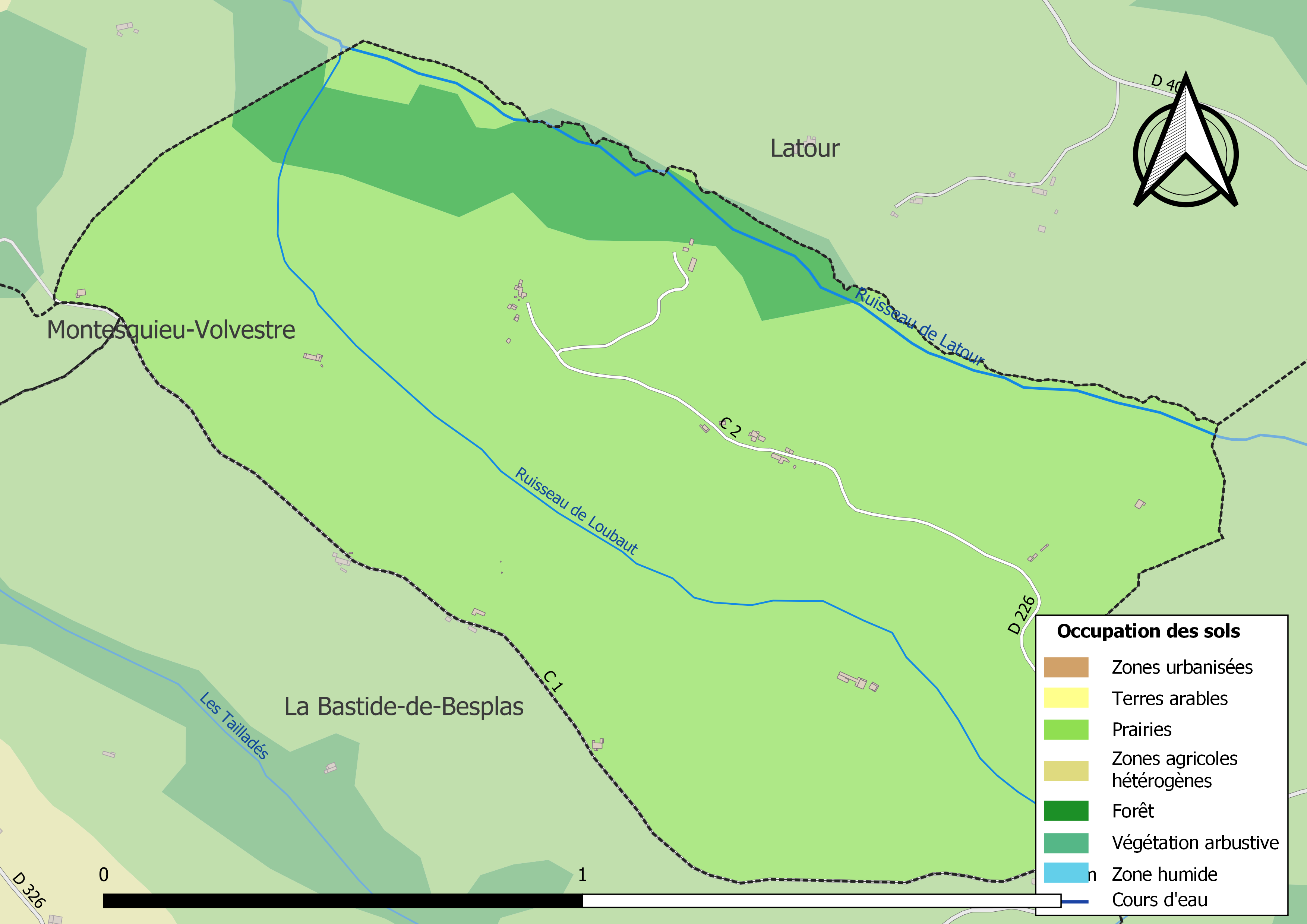
Carte des infrastructures et de l'occupation des sols de la commune en 2018 (CLC).

### Habitat et logement
En 2018, le nombre total de logements dans la commune était de 16, alors qu'il était de 17 en 2013 et de 15 en 2008.
Parmi ces logements, 87,9 % étaient des résidences principales, 12,1 % des résidences secondaires et 0 % des logements vacants. Ces logements étaient pour 88,3 % d'entre eux des maisons individuelles et pour 0 % des appartements.
Le tableau ci-dessous présente la typologie des logements à Loubaut en 2018 en comparaison avec celle de l'Ariège et de la France entière. Une caractéristique marquante du parc de logements est ainsi une proportion de résidences secondaires et logements occasionnels (12,1 %) inférieure à celle du département (24,6 %) mais supérieure à celle de la France entière (9,7 %). Concernant le statut d'occupation de ces logements, 86,7 % des habitants de la commune sont propriétaires de leur logement (91,7 % en 2013), contre 66,3 % pour l'Ariège et 57,5 % pour la France entière.
| Typologie                                               | Loubaut | Ariège | France entière |
| ------------------------------------------------------- | ------- | ------ | -------------- |
| Résidences principales (en %)                           | 87,9    | 65,7   | 82,1           |
| Résidences secondaires et logements occasionnels (en %) | 12,1    | 24,6   | 9,7            |
| Logements vacants (en %)                                | 0       | 9,7    | 8,2            |

### Voies de communication et transports
Accès avec les routes départementales D 26 puis D 226.

### Risques majeurs

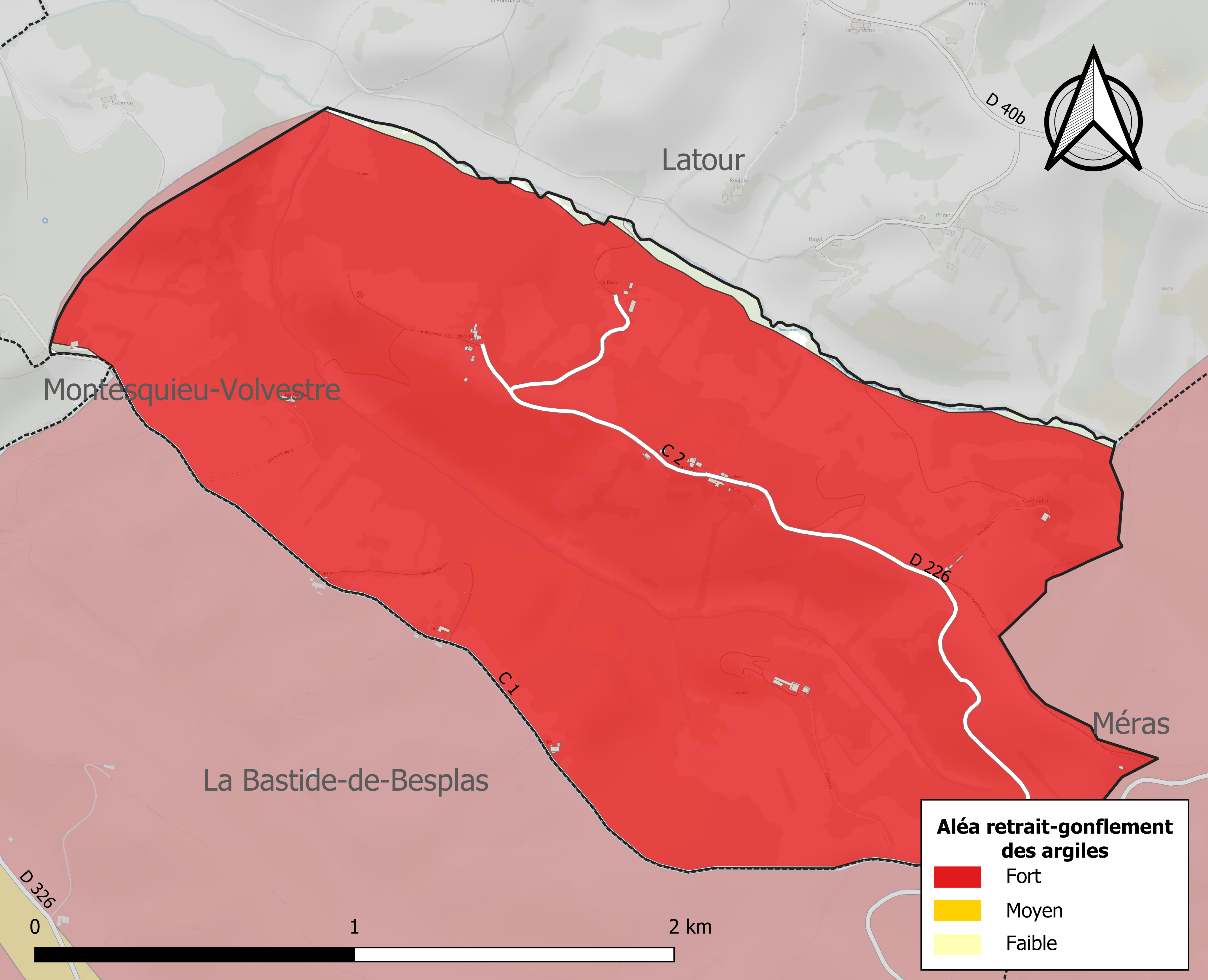
Zonage de l'aléa retrait-gonflement des argiles sur la commune de Loubaut.

Le territoire de la commune de Loubaut est vulnérable à différents aléas naturels : inondations, climatiques (grand froid ou canicule), feux de forêts, mouvements de terrains et séisme (sismicité faible),.
Certaines parties du territoire communal sont susceptibles d’être affectées par le risque d’inondation par débordement, crue torrentielle d'un cours d'eau, ou ruissellement d'un versant.
Les mouvements de terrains susceptibles de se produire sur la commune sont soit des glissements de terrains soit des mouvements liés au retrait-gonflement des argiles. Près de 50 % de la superficie du département est concernée par l'aléa retrait-gonflement des argiles, dont la commune de Loubaut. L'inventaire national des cavités souterraines permet par ailleurs de localiser celles situées sur la commune.

## Politique et administration

### Découpage territorial
La commune de Loubaut est membre de la communauté de communes Arize Lèze, un établissement public de coopération intercommunale (EPCI) à fiscalité propre créé le 30 octobre 2016 dont le siège est à Le Fossat. Ce dernier est par ailleurs membre d'autres groupements intercommunaux.
Sur le plan administratif, elle est rattachée à l'arrondissement de Saint-Girons, au département de l'Ariège, en tant que circonscription administrative de l'État, et à la région Occitanie.
Sur le plan électoral, elle dépend du canton d'Arize-Lèze pour l'élection des conseillers départementaux, depuis le redécoupage cantonal de 2014 entré en vigueur en 2015, et de la deuxième circonscription de l'Ariège  pour les élections législatives, depuis le redécoupage électoral de 1986.

### Administration municipale
Le nombre d'habitants au recensement de 2011 étant compris entre 0 et 99, le nombre de membres du conseil municipal pour l'élection de 2014 est de sept,.

### Liste des maires
| Période                                  | Période                  | Identité            | Étiquette | Qualité                       |
| ---------------------------------------- | ------------------------ | ------------------- | --------- | ----------------------------- |
| mars 2001                                | 2008                     | Geneviève Minvielle |           |                               |
| mars 2008                                | mai 2020                 | Ramón Bordallo      | EELV      | Professeur                    |
| mai 2020                                 | octobre 2021 (démission) | François Calatayud  |           | Cadre de la fonction publique |
| 2022                                     | En cours                 | Ramón Bordallo      |           |                               |
| Les données manquantes sont à compléter. |                          |                     |           |                               |

## Population et société

### Démographie
| 1793 | 1800 | 1806 | 1821 | 1831 | 1836 | 1841 | 1846 | 1851 |
| ---- | ---- | ---- | ---- | ---- | ---- | ---- | ---- | ---- |
| 84   | 90   | 73   | 92   | 100  | 119  | 98   | 116  | 93   |

| 1856 | 1861 | 1866 | 1872 | 1876 | 1881 | 1886 | 1891 | 1896 |
| ---- | ---- | ---- | ---- | ---- | ---- | ---- | ---- | ---- |
| 99   | 111  | 104  | 110  | 105  | 106  | 92   | 84   | 82   |

| 1901 | 1906 | 1911 | 1921 | 1926 | 1931 | 1936 | 1946 | 1954 |
| ---- | ---- | ---- | ---- | ---- | ---- | ---- | ---- | ---- |
| 68   | 87   | 79   | 58   | 55   | 54   | 51   | 46   | 42   |

| 1962 | 1968 | 1975 | 1982 | 1990 | 1999 | 2006 | 2007 | 2012 |
| ---- | ---- | ---- | ---- | ---- | ---- | ---- | ---- | ---- |
| 28   | 30   | 12   | 19   | 31   | 21   | 30   | 31   | 28   |

| 2017 | 2022 | - | - | - | - | - | - | - |
| ---- | ---- | - | - | - | - | - | - | - |
| 28   | 28   | - | - | - | - | - | - | - |

| selon la population municipale des années : | 1968 | 1975 | 1982 | 1990 | 1999 | 2006 | 2009 | 2013 |
| Rang de la commune dans le département      | 334  | 308  | 317  | 278  | 319  | 310  | 303  | 310  |
| Nombre de communes du département           | 340  | 328  | 330  | 332  | 332  | 332  | 332  | 332  |

### Enseignement
Loubaut fait partie de l'académie de Toulouse.

### Activités sportives
Randonnée pédestre, chasse, pétanque,

### Écologie et recyclage
La collecte et le traitement des déchets des ménages et des déchets assimilés ainsi que la protection et la mise en valeur de l'environnement se font dans le cadre du Smectom du Plantaurel.

## Économie

### Emploi
| Division       | 2008  | 2013   | 2018   |
| -------------- | ----- | ------ | ------ |
| Commune        | 7,7 % | 10 %   | 20 %   |
| Département    | 8,9 % | 11,1 % | 11,2 % |
| France entière | 8,3 % | 10 %   | 10 %   |

En 2018, la population âgée de 15 à 64 ans s'élève à 14 personnes, parmi lesquelles on compte 53,3 % d'actifs (33,3 % ayant un emploi et 20 % de chômeurs) et 46,7 % d'inactifs,. En  2018, le taux de chômage communal (au sens du recensement) des 15-64 ans est supérieur à celui du département et de la France, alors qu'en 2008 la situation était inverse.
La commune est hors attraction des villes,. Elle compte 1 emplois en 2018, contre 0 en 2013 et 0 en 2008. Le nombre d'actifs ayant un emploi résidant dans la commune est de 5, soit un indicateur de concentration d'emploi de 20 % et un taux d'activité parmi les 15 ans ou plus de 33,3 %.
Sur ces 5 actifs de 15 ans ou plus ayant un emploi, 1 travaillent dans la commune, soit 20 % des habitants. Pour se rendre au travail, la totalité des habitants utilise un véhicule personnel ou de fonction à quatre roues.

### Activités
Aucun établissement relevant d’une activité hors champ de l’agriculture n’est implanté  à Loubaut au 31 décembre 2019.
Aucune exploitation agricole ayant son siège dans la commune n'est recensée lors du recensement agricole de 2010 (six en 1988).

## Culture locale et patrimoine

### Lieux et bâtiments
- Église Saint-Pierre.

## Pour approfondir